# Тилден, Билл
Уи́льям Те́йтем (Билл) Ти́лден (англ. William Tatem "Bill" Tilden; 10 февраля 1893, Филадельфия — 5 июня 1953, Лос-Анджелес) — американский теннисист, писатель, журналист и теннисный тренер, первая ракетка мира среди любителей в 1920—1925 годах.
Тилден, выросший в семье зажиточного импортёра шерсти, до двадцати двух лет относился к теннису как к хобби, увлекаясь музыкой и театром, и начал всерьёз заниматься им только после смерти отца и старшего брата, поставив себе задачу стать лучшим игроком в мире. Впервые дошёл до финала чемпионата США в одиночном разряде в 1918 году, а в 1920 году выиграл Уимблдонский турнир и впервые стал чемпионом США, также завоевав со сборной США Кубок Дэвиса. По итогам 1920 года впервые возглавил рейтинг лучших теннисистов мира. В общей сложности за годы любительской карьеры (до 1930 года) — 11-кратный победитель чемпионата США, Уимблдонского турнира и чемпионата мира на грунтовых кортах в одиночном разряде, 11-кратный победитель чемпионатов Франции и США и Уимблдонского турнира в мужском и смешанном парном разрядах, 7-кратный обладатель Кубка Дэвиса. Внёс важный вклад в развитие тенниса как соревновательного спорта. Получили известность и его книги о теннисе.
Перейдя в конце 1930 года в профессиональный теннис, на протяжении нескольких лет побеждал в турах по Северной Америке и Европе и по два раза выигрывал чемпионаты США и Франции среди профессионалов. Оставался одним из организаторов и участников профессиональных туров вплоть до первых послевоенных лет. Параллельно с выступлениями зарабатывал на жизнь тренерской работой. Писал прозаические произведения и пьесы, не вызывавшие, как правило, положительных откликов у критики. Некоторые из пьес поставил за свои деньги, играя как в них, так и в других постановках.
Будучи гомосексуалом, в 1946 и 1949 годах дважды арестовывался и дважды приговаривался к годичному заключению за совращение несовершеннолетних, после чего практически лишился работы как тренер. Умер в бедности в возрасте шестидесяти лет.
В 1949 году по результатам опроса Associated Press Тилден был признан лучшим теннисистом первой половины XX века, а в 1959 году его имя посмертно было включено в списки Международного зала теннисной славы.

## Биография

### Семья и молодые годы
Уильям Тейтем Тилден — младший родился в Филадельфии в состоятельной семье выходцев из Великобритании. Его мать Селина (Лини) Хей была дочерью владельца процветающего бизнеса по импорту шерсти, а отец, Уильям Тейтем — старший, сделал успешную административную карьеру в фирме её отца, который под впечатлением от потенциала молодого служащего поспособствовал их браку. Позже Уильям Тилден — старший играл также заметную роль в Совете по образованию Филадельфии, и одна из школ города носит его имя.
Билл был поздним ребёнком, родившись через девять лет после смерти своего старшего брата и сестёр. Первые трое детей в семье умерли в конце 1884 года во время эпидемии дифтерии, и мать, родив позже ещё двух сыновей, была постоянно озабочена их здоровьем. Если старшим из мальчиков, Гербертом, занимался отец, растивший из него наследника семейного бизнеса, то воспитание Билла-младшего (или Джуниора, как его называли не только члены семьи, но и слуги) взяла на себя мать. В итоге он рос слабым, изнеженным и панически боящимся любых болезней. Билл с детства увлекался поэзией, театром и музыкой и впоследствии тратил на занятия искусством бо́льшую часть своих доходов.
В 1908 году, когда Джуниору было пятнадцать лет, его мать перенесла болезнь почек, превратившую её в инвалида. Билл, до этого момента получавший домашнее образование, был наконец отправлен в школу — престижную Джермантаунскую академию — и переехал жить в дом своей тёти Мэри. По окончании школы Билл, согласно желанию отца, поступил в Уортонскую школу бизнеса при Пенсильванском университете, но учёбой интересовался мало и в итоге не окончил даже первого курса, поскольку в мае 1911 года его мать перенесла инсульт и вскоре скончалась. В течение четырёх лет Тилден-младший сотрудничал с газетой Philadelphia Evening Ledger и преподавал теннис в Джермантаунской академии. Летом 1915 года умер от болезни почек его отец, а всего через два месяца после него умер от пневмонии и Герберт. Таким образом, в возрасте двадцати двух лет Билл оказался единственным наследником семейного состояния, имеющим возможность самостоятельно решать, чем он будет заниматься в жизни. Свой выбор он остановил на теннисе.
Начинавшуюся теннисную карьеру прервала Первая мировая война, в которую США вступили в 1917 году. Тилден был призван в войска связи, но из-за плоскостопия получил назначение в тыл, в Питтсбург, где его командир, сам бывший поклонником лаун-тенниса, предоставлял ему возможность тренироваться и даже выезжать на турниры.

### Литературная, журналистская и сценическая карьера
Билл Тилден написал ряд книг о теннисе:
- «Искусство лаун-тенниса» (англ. The Art of Lawn Tennis, 1922)
- «Одиночная и парная игра» (англ. Singles and Doubles, 1923)
- «Здравый смысл в теннисе» (англ. The Common Sense of Tennis, 1924)
- «Как играть матчи и подкручивать мяч» (англ. Match Play and the Spin of the Ball, 1925)[Комм 1]
- «Теннис для юниора, клубного игрока, эксперта» (англ. Tennis for the Junior Player, the Club Player, the Expert, 1926)
- «Как совершенствовать игру в теннис» (англ. How to Play Better Tennis, 1950)

Кроме книг о теннисе, Тилден написал и ряд художественных произведений, среди которых были рассказы и пьеса «Все чего-то хотят» (англ. They All Want Something, 1926), некоторое время продержавшаяся на сцене. Тилден сам играл одну из ролей в этой пьесе, а также ещё в двух бродвейских постановках в течение 1926 года. В театральных обозрениях отмечали его внешнее сходство с актёром Альфредом Лантом, но игру называли ходульной и чересчур экспрессивной, особенно подчёркивая его неспособность играть в любовных сценах. Природная самоуверенность не позволяла Тилдену смириться с отрицательными отзывами критиков. Поэтому, когда его первую пьесу уже через несколько недель сняли с репертуара, он арендовал небольшой зал на Бродвее за деньги, превышавшие совокупную стоимость билетов, и продолжал её представлять. В 1924 году он также снял по собственному сценарию немой фильм «Руки надежды», в котором сыграл главную роль — бедного художника из Гринвич-Виллидж, влюблённого в девушку из высшего света. В отличие от театральных постановок Тилдена, эта лента, на съёмки которой его друзьями было собрано 75 тысяч долларов, окупилась в прокате, хотя и не принесла прибыли, так как шла только в небольших кинотеатрах. В 1927 году в ещё одной немой ленте, «Мастер музыки», Тилден сыграл комическую роль дворецкого.
Теннис часто становился темой художественных произведений Тилдена, в которых он выводил под слегка изменёнными именами современных ему реальных игроков. Так, Билл Джонстон становился Билли Джолсоном, Джеральд Паттерсон — Джеральдом Палмерсоном, а Ричард (Дик) Уильямс — Диком Томасом. В нескольких эпизодах фигурировал даже долговязый игрок по фамилии Тилтон. В своём единственном романе, «Сетка славы» (англ. Glory's Net), Тилден вывел в качестве главного героя гениального теннисиста Дэвида Купера, вынужденного играть роль «теннисного жиголо», выступая как любитель и получая оплату за фиктивную работу. Одним из слабых мест его художественных произведений были женские образы — стереотипные и часто описываемые со снисходительным пренебрежением.
Долгие годы Тилден занимался также журналистикой — в основном как спортивный репортёр, хотя в середине 1930-х годов недолгое время издавал журнал The Racquet, в котором публиковал главным образом собственные произведения. Начиная с 1915 года в своих газетных публикациях выступал с критикой руководства Ассоциации лаун-тенниса США (USLTA). Позже, уже на пике любительской теннисной карьеры, ему пришлось вступить в борьбу с USLTA за право продолжать писать теннисные обзоры в прессе. Ассоциация, придерживавшаяся жёсткой трактовки понятия «любитель», запрещала игрокам, участвующим в её турнирах (включая чемпионаты США), зарабатывать деньги любым путём, связанным с теннисом — в том числе и спортивной журналистикой. Этот нюанс был добавлен в правила в 1924 году, но Тилден, к тому времени занимавшийся сочинением статей уже долгие годы, не согласился отказаться от гонораров, которые газеты готовы были платить за материалы, подписанные его именем. Поэтому после введения запрета в 1924 году он заявил, что не будет представлять США ни на Олимпийских играх, ни в Кубке Дэвиса, раз ассоциация больше не считает его любителем. Олимпиаду Большой Билл действительно пропустил, но к сентябрю, когда должен был играться очередной раунд вызова Кубка Дэвиса, USLTA внесла в правила коррективы: теперь запрет распространялся только на написание репортажей о турнире, в котором игрок в данный момент участвовал. В ответ Тилден стал придавать своим статьям форму «интервью» с самим собой, обходя таким образом и этот запрет.
В 1928 году ассоциация всё-таки попыталась дисквалифицировать Тилдена, но это вызвало протесты не только в США, но и за рубежом: во Франции, где в ожидании финального матча Кубка Дэвиса с участием Большого Билла только что построили новый стадион, боялись, что в его отсутствие трибуны окажутся полупустыми. Лидер французской сборной Рене Лакост заявил, что не будет участвовать в финале, если Тилден не будет допущен к игре. В кампании давления на ассоциацию приняли участие посол США во Франции Майрон Херрик и, по некоторым данным, даже президент США Калвин Кулидж. В итоге санкции USLTA были сняты, но введены снова через несколько недель после матча во Франции, окончившегося поражением американской сборной. Ассоциация вторично сняла дисквалификацию в феврале 1929 года, после того как Тилден пропустил чемпионат США.

### Интимная жизнь и сексуальный скандал
На протяжении жизни Тилден не демонстрировал интереса к противоположному полу. Пытаясь дать рациональное объяснение этому, он заявлял, что «женщины истощают мужчину» и что гений, посвятивший свою жизнь одной великой цели, не имеет права тратить время на них и их «мелочные требования». Другие люди иногда связывали его отношение к женщинам с физическим недугом или травмой (в частности, был широко распространён слух, что якобы в детстве Билл серьёзно повредил половые органы, которые даже пришлось частично ампутировать, но слух этот, впрочем, не подтверждается никакой фактической информацией). В реальности такое поведение объяснялось гомосексуальностью Тилдена. По его собственным словам, сексом с женщиной он занимался единственный раз, в возрасте около двадцати пяти лет, и это вызвало у него такое отвращение, что он не сумел сдержать рвотного позыва. В то же время неромантические отношения Тилдена с женщинами складывались вполне положительно: среди близких друзей Большого Билла было немало представительниц противоположного пола.
Предполагают, что Тилден осознал свою гомосексуальность уже в юности. В то время однополые связи в США считались уголовным преступлением. В теннисных кругах о его предпочтениях знали многие, но за их пределы эта информация не выходила. Известно, впрочем, что в 1927 году была предпринята попытка прямой компрометации Большого Билла: в парижском отеле был подкуплен смазливый белокурый служащий, который должен был соблазнить Тилдена в его номере, но дальше коротких ласк в этот раз дело так и не зашло. Биограф Тилдена, спортивный комментатор и журналист Фрэнк Дефорд пишет, что этим обычно и ограничивались контакты Тилдена с его любовниками — теннисист относился к минету и «педерастическим актам» как к «извращениям», а сама мысль о связи с гомосексуалами-сверстниками вызывала у него такое же отвращение, как и связь с женщинами. При этом он предпочитал партнёров младше себя, в том числе несовершеннолетних подростков. Позднее, давая показания в суде, он подчеркнул, что последний раз вступал в половой контакт с мужчиной-сверстником во время учёбы в Пенсильванском университете, причём только в форме ощупывания половых органов и эякуляции в присутствии партнёра. Современники также часто отмечали последовательное нежелание Тилдена раздеваться при посторонних. Он никогда не принимал душ одновременно с другими игроками, а если во время туров ему приходилось делить комнату с кем-то ещё, он не снимал одежды, даже ложась в постель. Племянник Большого Билла связывал это с пуританским воспитанием, которое тот получил в детстве, однако Дефорд приводит мнение психолога, считающего, что подобное поведение характерно для некоторых гомосексуалов, не желающих создавать соблазна для окружающих.
К 1939 году слухи о предпочтениях экс-чемпиона уже широко распространились, ему переставали доверять работу с детьми и подростками. Перебравшись в Лос-Анджелес, он некоторое время тренировал таких известных актрис, как Грета Гарбо и Кэтрин Хепбёрн; среди его учеников в этот период были также Дэвид Селзник, Джозеф Коттен и его жена Ленор, которым Большой Билл давал уроки на их частных кортах. Помимо этого, он работал тренером в отеле Château Élysée. Тилден поддерживал близкие отношения также и с вдовой Маррион Андерсон, к единственному сыну которой, Артуру, Большой Билл питал, согласно биографам, отцовские чувства, не носящие сексуального подтекста. Отношения Большого Билла с его единственным племянником, носившим то же имя, напротив, не сложились. Экс-чемпион считал, что у племянника нет способностей к теннису, хотя тот стал капитаном сборной Принстонского университета и участвовал в основной сетке чемпионата США. Фрэнк Дефорд находит эту холодность к племяннику особенно странной, учитывая тёплые отношения Большого Билла с вдовой Герберта, Хейзел, и её дочерью от второго брака Мириам.
В 1946 году Тилден был задержан в компании четырнадцатилетнего подростка. Тот вёл «Паккард» Большого Билла, в то время как хозяин машины одной рукой обнимал его за плечи, а другой трогал его половые органы. Тилдену было предъявлено обвинение в совращении несовершеннолетнего, и уже в полицейском участке он признал свою вину. По словам Дефорда, Большого Билла больше волновала репутация партнёра, чем своя собственная, и на суде он, несмотря на советы адвоката, повторил своё признание и всячески демонстрировал раскаяние. В ходе следствия выяснилось, что это было не первое его свидание с тем же молодым человеком, но при этом Тилден официально отрицал какие-либо свои прежние гомосексуальные связи. Адвокат Ричард Маддокс представил суду пятнадцать свидетельств от врачей, финансистов, теннисистов и журналистов, наилучшим образом характеризующих его подзащитного. Офицер по надзору и полицейский психолог (излагавший собственную теорию о психическом расстройстве, вызванном возрастными изменениями в эндокринной системе) рекомендовали приговорить бывшего чемпиона к курсу лечения, после которого тот снова станет «полезным членом общества». Окружной прокурор соглашался с мнением, что обвиняемый психически болен.
Тилден, таким образом, был уверен, что дело закончится порицанием, небольшим штрафом и условным сроком, в ходе которого он будет проходить курс психотерапии. Судья Скотт, однако, вопреки рекомендациям приговорил его к году заключения. Дефорд называет две возможных причины для такого приговора. Во-первых, он указывает на то, что судья был сыном известного адвоката Джо Скотта, незадолго до этого представлявшего актрису Джоан Барри в процессе о родительской опеке против Чарльза Чаплина, бывшего близким знакомым Тилдена. Таким образом, по его оценке, в силу знакомства с этим делом судья был предрасположен видеть в теннисисте сексуального хищника и аморальную личность. Во-вторых, Дефорд упоминает поступавшие в суд многочисленные письма от рядовых граждан, требовавшие наказания для Тилдена; среди их авторов были как жертвы сексуального насилия, так и родители, обеспокоенные моральным обликом молодого поколения.
В исправительной колонии в Кастаике, куда был направлен бывший чемпион, другие заключённые его избегали. С одной стороны, он был знаменитостью, с другой же, в уголовной иерархии растлители несовершеннолетних занимали самую низкую ступень и не считались достойными компании. Тилден был освобождён досрочно, через семь с половиной месяцев, с запретом приближаться к несовершеннолетним, что, таким образом, лишало его тренерских заработков. Вместо этого он вернулся к сочинительству, написав пьесу — первую за несколько лет и самую мрачную из всех — «Новые туфли». Действие пьесы, поставленной в театре «Эль Патио», разворачивалось вокруг душевнобольной матери, похищенного сына и инцеста между братом и сестрой. В газете Los Angeles Times её назвали «хорошо написанной», но «дурнопахнущей». Одновременно Большой Билл продолжал работу над автобиографией «Моя история», написанной, напротив, в жизнерадостном, оптимистическом тоне. Дефорд пишет, что даже описание трудового лагеря в ней походило на рекламу какого-нибудь курорта, а Тилден признавался в «вечной благодарности» к судье, отправившему его туда. В этой книге Тилден также публично заявил о своей гомосексуальности и выступил в защиту такого рода людей, что было скандально для того времени. Автобиография увидела свет в 1948 году и получила отрицательную рецензию в журнале Time, где её назвали «злобными воспоминаниями» (англ. catty reminiscence) из-за нелестных отзывов о ряде современников. Самого автора рецензент охарактеризовал как «самоуверенного и беззастенчивого хвастуна».
В январе 1949 года Тилден был арестован вторично, после того как, подобрав пассажира-подростка, сделал ему неприличное предложение. Шестнадцатилетний Майкл в прошлом уже был жертвой домогательств со стороны педофила и на этот раз, когда подвозивший его мужчина начал проявлять к нему интерес, тщательно запомнил и машину, и её пассажира с покалеченным пальцем на правой руке и всё это подробно описал в полиции. Тилден снова предстал перед тем же судьёй, что и в прошлый раз, и в отчаянии признался, что ничего не может с собой поделать, а психотерапия, на которую он был направлен после лагеря, не оказывает никакого действия. Его снова приговорили к году заключения за нарушение условий освобождения и направили в тот же лагерь, но в декабре 1949 года он был опять освобождён досрочно. Это второе освобождение состоялось за несколько дней до того, как в опросе агентства Associated Press Тилден был признан лучшим теннисистом первой половины XX века, получив 310 голосов и намного опередив Джека Креймера и Дона Баджа (32 и 21 голос соответственно).

### Последние годы жизни
После второго тюремного срока от Тилдена отвернулись даже старые друзья, в Филадельфии его фотографии были убраны со стен крикетного клуба, где он начинал теннисную карьеру. Знакомый французский теннисист Коко Жентьен, также гомосексуал, предлагал ему уехать из США во Францию, где к вопросам секса относились проще, но Тилден не захотел покинуть родину. Компания Dunlop, ранее заключившая с Большим Биллом контракт на использование его имени, разорвала договор и отозвала из магазинов все товары, в названиях которых это имя использовалось. Из-за нищеты Тилдену пришлось заложить некоторые из своих теннисных трофеев, отписав остальные в завещании семье Андерсон. Среди немногих оставшихся с ним друзей была его воспитанница Глория Батлер, снявшая для него квартиру неподалёку от Голливуда и сама поселившаяся в том же доме, чтобы поддержать своего бывшего учителя морально. Ещё один друг, Фрэнк Фелтроп, теннисный тренер при отеле «Беверли-Уилшир», позволял бывшему чемпиону играть на корте гостиницы, как правило в парах. Оставшимся немногочисленным ученикам Тилден давал уроки на корте при особняке Чарльза Чаплина, который, к тому моменту покинув США, дал ему на это разрешение.
Большой Билл опустился, перестал следить за собой, почти не мылся и не менял одежду. К лету 1953 года, когда Тилдену было 60 лет, у него начался сильный грудной кашель, приступы которого заставляли его время от времени прекращать уроки. Вечером 5 июня он был приглашён на ужин семьёй Андерсон. Когда Большой Билл не появился вовремя и не ответил на телефонный звонок, Артур Андерсон поехал к нему домой и нашёл его мёртвым. Причиной смерти стал инфаркт миокарда. В опубликованном в газете Variety некрологе Тилдена назвали «бывшим актёром и драматургом», вскользь упомянув также его теннисную карьеру.

### Внешний вид и характер
Физическое развитие Тилдена было поздним. К окончанию школы его рост составлял 5 футов 10 дюймов, или 1 м 78 см, а весил он 128 фунтов (58 кг). Однако к тому моменту, когда он начал добиваться серьёзных успехов на корте, за ним закрепилось прозвище «Большой Билл». В это время он уже был высоким, длинноногим и длинноруким человеком (сам он всегда подчёркивал, что его рост составляет ровно шесть футов и полтора дюйма — около 1 м 87 см, — но большинство современников считали, что он ещё на два-три дюйма выше). Тилден обладал атлетическим сложением, широкими плечами и тонкой талией, а его вес не превышал 175 фунтов (79 кг), пока ему не пошёл шестой десяток лет. Его лицо не было красивым — редкие светлые волосы были всегда гладко зачёсаны назад, маленькие глазки превращались в щёлочки, когда он смеялся, уши также были маленькими, губы малоподвижными, а челюсть тяжёлой — но женщины находили его привлекательным.
Движения Большого Билла отличала врождённая грация. Он был хорошим танцором, отлично катался на коньках, а тренер сборной Йельского университета по боксу даже пытался уговорить его сменить вид спорта, доказывая, что в жизни не встречал такой совершенной работы ног. Придавая большое значение тому, как он выглядит на корте, в повседневной жизни Тилден не обращал внимания на стиль и покупал дешёвые бесформенные костюмы, которые часто забывал отдать в чистку.
Яркая, экстравагантная личность Тилдена проявлялась во всех сферах жизни, из-за чего он обзаводился как поклонниками, так и недоброжелателями. Плохие отношения сложились у него, в частности, с соратником по сборной США Джорджем Лоттом. Однако и Лотт невольно отмечал необычность Большого Билла: 

Когда он входил в комнату, туда как будто ударял электрический разряд. Немедленно возникал благоговейный трепет, как будто в присутствии коронованной особы. Величие ощущалось даже на расстоянии… Вы чувствовали себя полностью в его власти и только облегчённо вздыхали, что ещё не высказали никакого мнения. Оригинальный текст (англ.)When he came into the room it was like a bolt of electricity hit the place. Immediately, there was a feeling of awe, as though you were in the presence of royalty. You knew you were in contact with greatness, even if only remotely... You felt completely dominated and breathed a sigh of relief for not’ having ventured an opinion of any sort.
Тилден не терпел, когда ему противоречили, и стремился всегда находиться в центре внимания, ощущать обожание толпы. Он сам формулировал это так: «Я могу терпеть большие скопления народа, только когда работаю перед ними. Но в такие моменты я их люблю». Журналисты, позволявшие себе отрицательные отзывы о нём, могли обнаружить спустя много месяцев, что он помнит каждое слово из этих отзывов и готов подолгу ругаться по их поводу.
Любимой компанией Большого Билла были титулованные особы и киноактёры, чьей дружбы он усиленно искал, а также дети. Дефорд особо подчёркивает усилия Тилдена в области поиска и поддержки молодых теннисных дарований, к которым чемпион испытывал, вопреки слухам, настоящие отцовские чувства, а не сексуальное влечение (при этом, когда Большой Билл выступал со своими протеже в паре, отношения между ними выглядели настолько близкими, что в журнале American Lawn Tennis  эти отношения однажды назвали «романом на корте»). В расцвете карьеры он работал инструктором в детском спортивном лагере в Нью-Гэмпшире, а также занимал должность скаута в детской сборной Филадельфии, внимательно изучая сильные и слабые стороны соперников из Нью-Йорка. Тилден часто выходил на корт со своими юными протеже — в частности, пятнадцатилетний Винсент Ричардс выиграл в паре с ним чемпионат США. В конце 1930-х годов Тилден некоторое время тренировал пятнадцатилетнего Джека Креймера, но тот оказался слишком самостоятельным и независимым, и их сотрудничество быстро прекратилось. Другими любимцами Большого Билла были Уилбур Коэн, уроженец Джермантауна Сэнди Винер и Сара Палфри, в будущем тоже ставшая ведущей американской теннисисткой. Позже отношения Ричардса, ставшего одним из ведущих теннисистов-любителей мира и одним из первых игроков-профессионалов, с Тилденом были неровными и временами откровенно враждебными, но в последние годы жизни Большого Билла Винсент (наряду с Фрэнком Хантером) остался одним из немногих верных ему друзей. Хантер, в отличие от Ричардса, стал партнёром Тилдена по корту уже взрослым, но их дружба была настолько близкой, что один из журналистов в 1929 году сравнил их с Дамоном и Финтием.
Будучи спортсменом, Тилден должен был заботиться о своём здоровье, но его представления о правильном режиме были своеобычными. Он совершенно не пил прохладительных напитков, считая, что они плохо влияют на дыхательный аппарат, принципиально не употреблял алкоголя, но в огромных количествах поглощал обжигающе горячий и очень сладкий кофе и ледяную воду. Благодаря его любви к минеральной воде, в Париже в 1928 году появился новый «коктейль» «Тилден», в котором единственным ингредиентом была вода. Большой Билл практически не ел овощей, а его потребление фруктов ограничивалось фруктовым салатом или кусочками дыни в начале обеда. Основу же обеда составляли бифштексы с жареной картошкой и кукурузой, за которыми обязательно следовало мороженое; утреннюю кашу Тилден заливал густыми сливками. На протяжении большей части карьеры он помногу курил — в особенности на протяжении полугода между окончанием чемпионата США по теннису и началом весеннего сезона. Большой Билл был убеждён, что курение никак не отражается на органах дыхания, но в определённый момент решил, что из-за него ухудшается зрение. После этого он хотя и не бросил курить полностью, но значительно снизил темп и стал запрещать курение своим ученикам.

## Спортивная карьера

### Любительская карьера

#### Первые годы выступлений
Билл Тилден начал играть в теннис в Джермантаунском крикетном клубе, в подражание старшему брату, выросшему в лучшего теннисиста клуба, а позже выигравшему национальный студенческий чемпионат в парном разряде. Тилден-младший играл также в американский и английский футбол и крикет и катался на коньках, но ни к одному из этих видов спорта не относился так серьёзно, как к теннису. В семь лет Билл выиграл свой первый детский турнир, а в восемь юниорский турнир в возрастной категории до 15 лет.
В сборной Пенсильванского университета Билл не был на первых ролях, хотя и приглашался в её состав. Он рано начал добиваться успехов в смешанном парном разряде, завоевав свой первый титул чемпиона США в двадцать лет, в 1913 году, а через год повторив это достижение — оба раза в паре с тогдашней лучшей теннисисткой страны Мэри Браун. Однако только после смерти обоих родителей и старшего брата Тилден поставил перед собой цель достичь вершины мировой теннисной иерархии. Он начал участвовать во множестве мелких турниров на Северо-Востоке США, упорно тренировался на всевозможных покрытиях, включая крытые корты для сквоша. Одновременно он глубоко изучал все аспекты игры, строя модели вращения мяча в полёте, разрабатывая стратегические теории, впоследствии опубликованные в его книгах. Пытаясь глубже проникнуть в физические принципы игры, Тилден охотно давал бесплатные уроки в школах (включая свою родную Джермантаунскую академию), по выражению Фрэнка Дефорда, «учась у собственных учеников».

#### Путь к лидерству в рейтинге (1916—1920)
Успехи в одиночном разряде пришли не сразу. Например, на второй год учёбы в университете Тилден, записавшийся для участия в турнире NCAA, не прошёл даже квалификационный отбор. В 1916 году он проиграл уже в первом круге чемпионата США, не взяв у соперника ни одного сета, а среди соперников за ним закрепилась репутация «Тилдена-на-один-раунд». На следующий год он дошёл до четвертьфинала, однако этот результат не посчитали особо выдающимся, поскольку в связи со вступлением США в мировую войну большинство ведущих игроков на турнире отсутствовало.
Лишь в 1918 году в Чикаго Тилден завоевал свой первый национальный титул в одиночном разряде, став чемпионом США на грунтовых кортах. В основном национальном первенстве, разыгрываемом на травяных газонах всё ещё в отсутствие части ведущих игроков, он также пробился в финал, но проиграл в трёх сетах Линдли Маррею. Одним из факторов, повлиявших на односторонний результат финала, было то обстоятельство, что Тилден играл в этот день с воспалённым ахилловым сухожилием правой ноги, хотя сам теннисист ни разу не пожаловался на боль, чтобы не дать оснований поставить под сомнение достижение соперника. На следующий год он, постоянно улучшая технику и тактику, выиграл 11 из 15 турниров, в которых участвовал, и второй раз подряд дошёл до финала национального первенства, но там, также в трёх сетах, уступил своему тёзке, Маленькому Биллу Джонстону, который с окончанием войны вернулся с флота. Джонстон умело использовал слабую игру Тилдена закрытой ракеткой, снова и снова посылая ему мяч под левую руку. Спортивные журналисты также связывали однобокий результат (6:4, 6:4, 6:3) с размокшим после двухдневных дождей кортом, из-за которого подача Тилдена утратила значительную часть своей мощи.
После этого поражения Тилден посвятил всю зиму тренировкам в помещении, на которых отрабатывал удар закрытой ракеткой, и тяжёлому физическому труду для улучшения общей формы. Летом 1920 года он впервые отправился в Англию, чтобы принять участие в Уимблдонском турнире. Среди членов американской делегации Билл Джонстон считался фаворитом турнира претендентов, который встретится затем в раунде вызова с действующим чемпионом — австралийцем Джеральдом Паттерсоном (накануне Уимблдона Джонстон нанёс Тилдену очередное поражение в финале турнира на кортах лондонского Королевского клуба). Однако Маленький Билл проиграл на раннем этапе британцу Дж. С. Парку, и когда в следующем круге Тилден обыграл Парка, уже он стал основным претендентом на встречу с Паттерсоном. Тилден оправдал эти ожидания, а затем нанёс Паттерсону поражение в раунде вызова, став первым американцем — чемпионом Уимблдона в одиночном разряде. Вслед за этим он во второй раз подряд встретился с Джонстоном в финале чемпионата США. Тилден выиграл первый сет финала со счётом 6:1, но с таким же счётом отдал следующий. В третьем и четвёртом сетах соперники снова обменялись победами с равным счётом — 7:5. Перед пятым сетом рядом со стадионом неожиданно упал небольшой самолёт, с которого велась съёмка матча, но Джонстон и Тилден дали согласие продолжать игру. В этих условиях крепче оказались нервы у пенсильванца, выигравшего решающий сет со счётом 6:3. Год Тилден закончил победой в Кубке Дэвиса, который сборная США завоевала впервые с 1913 года.

#### Лидер мирового тенниса (1921—1925)
На следующий год, помимо Уимблдона и чемпионата США, Тилден стал также победителем чемпионата мира на твёрдых (грунтовых) кортах, проводившегося во Франции. В Лондон он прибыл физически истощённым, возобновив тренировки только за пять дней до раунда вызова, и к этому матчу его соперник, южноафриканец Брайан Нортон, подошёл как фаворит и любимец трибун. Нортон действительно выиграл первые два сета, а затем Тилден, всё ещё не вернувшийся в оптимальную форму, вместо обмена сильными ударами навязал сопернику тактическую игру, изобиловавшую укороченными ударами и свечками. Трибуны освистывали чемпиона, но он выиграл следующие два сета, нарушив душевное равновесие Нортона. В решающем сете борьба снова была равной, но Тилден отыграл два матчбола на своей подаче, победив в нём со счётом 7:5 и затем потеряв сознание в раздевалке. После этого в чемпионате США жребий свёл их с Джонстоном уже в четвертьфинале, и Тилден, выиграв этот матч, в финале играл с Уоллесом Джонсоном, соперником более низкого ранга. В день финала, в субботу, шёл дождь, и матч должны были перенести на понедельник, но по настоянию президента USLTA Джулиана Майрика игра началась, как только дождь закончился. Размокший корт лишал Тилдена ряда его обычных преимуществ. Однако он сумел переключиться на стиль, привычный для Джонсона, и первый сет продолжался до счёта 8:8 прежде, чем возобновившийся дождь заставил прекратить игру. В понедельник матч начался с нуля, и Большой Билл выиграл его в трёх сетах, отдав сопернику только пять геймов.
После того, как Тилден и Джонстон встретились уже в четвертьфинале чемпионата США 1921 года, на этом турнире был введён посев фаворитов, с тем, чтобы те не могли играть между собой на ранних стадиях. Через год пути Большого и Маленького Билла пересеклись только в финале. Джонстон безукоризненно провёл первые два сета, играя закрытой ракеткой так же удачно, как и открытой. Сравнительно легко отдав третий, он повёл в четвёртом 3:0, но Тилден за счёт точной игры сумел взять следующий гейм на его подаче и затем до конца сета не отдал ни одного гейма, доведя матч до победы в пятом сете со счётом 6:4.
Через месяц после этой победы Большой Билл, играя в показательном матче в Бриджтоне, повредил палец на правой руке, зацепившись за проволочную ограду вокруг корта. Хотя травма сама по себе была незначительной, последовавшее за ней стафилококковое заражение заставило Тилдена через две недели лечь на операцию, окончившуюся частичной ампутацией пальца, который врачи отняли до второго сустава. Тилден настоял на том, чтобы хирурги спасли хотя бы часть пальца, иначе его игровой карьере пришёл бы преждевременный конец. Даже потеря половины пальца, по его оценкам, должна была отрицательно отразиться на большинстве его ударов, за исключением ударов с отскока. Велика была вероятность, что он потеряет место в десятке сильнейших игроков мира и в сборной США. Однако эти опасения не сбылись, и следующие несколько лет прошли под знаком господства Тилдена в любительском теннисе. Его соперничество со вторым номером мировой иерархии превратилось в формальность: Джонстону удавалось не больше, чем навязать Тилдену борьбу в отдельных матчах, но побеждал всё равно Большой Билл.
В 1923 году состоялся один из самых захватывающих матчей в карьере Тилдена. Его соперником в финале чемпионата штата Пенсильвания был Ричард Норрис Уильямс, отличавшийся крайне рискованной манерой игры — он всегда старался послать мяч прямо под заднюю линию половины корта соперника. Когда такие удары проходили, их было почти невозможно взять, но такое удавалось нечасто. В этот день в первых двух сетах Уильямсу удавались все удары подряд, и он повёл в счёте 6:0, 6:1, первый сет выиграв за 6 с половиной минут. В тот момент, однако, когда везение Уильямса закончилось, Тилден немедленно вернулся в игру и победил в пяти сетах. За весь этот год Большой Билл проиграл, по-видимому, только один официальный матч — в финале чемпионата штата Иллинойс испанцу Мануэлю Алонсо.
После двух побед подряд на Уимблдоне Тилден больше не хотел ехать в Англию, и титул в 1922 году был разыгран без его участия, что отрицательно сказывалось на престиже турнира и посещаемости. В 1923 году по настоянию USLTA в Лондон поехал Билл Джонстон, ставший чемпионом, отдав сопернику в финале всего четыре гейма. Вернувшись домой, однако, Маленький Билл уступил Большому в финале чемпионата США, взяв у него лишь девять геймов за матч, что подчёркивало абсолютное превосходство Тилдена над всеми возможными соперниками. За весь этот турнир он проиграл только один сет, а своего недавнего обидчика Алонсо разгромил в четвертьфинале со счётом 6:0, 6:0, 6:2. К победе в одиночном разряде Большой Билл в этом году добавил и остальные два титула — в мужских парах с Брайаном Нортоном, с которым раньше никогда не играл, а в миксте — с Моллой Маллори.
В следующем сезоне не было зафиксировано ни одного поражения Тилдена в официальных играх, а в 1925 году он на определённом этапе выиграл подряд 57 геймов, в том числе в матчах против других игроков мировой десятки. В финале чемпионата США этого года он одолел Джонстона в пяти сетах, несмотря на травму плеча, из-за которой выиграл только половину геймов на своей подаче. С 1922 по 1927 год Тилден шесть раз подряд выиграл чемпионат США на грунтовых кортах и четырежды становился чемпионом США в закрытых помещениях. При этом, отказываясь от новых путешествий за океан до 1926 года включительно, свои многочисленные победы в эти годы он одерживал только на американском континенте.

#### Соперничество с французскими теннисистами (1926—1930)
С 1920 по 1926 год Тилден семь раз подряд выигрывал со сборной США Кубок Дэвиса — рекорд, с того времени так и не побитый. За эти годы он выиграл в рамках этого соревнования 13 одиночных матчей подряд. Последние два года доминирования сборной США прошли в соперничестве с французскими «мушкетёрами», когда Тилден удерживал титул в раунде вызова практически в одиночку. В первый раз он проиграл встречу в Кубке Дэвиса в последний день финала 1926 года, когда американцы уже одержали досрочную победу, а сам он страдал от травмы колена. На следующий год французская сборная целенаправленно изматывала лидера американцев сначала в его первой одиночной встрече, а затем в игре пар. В последний день при счёте 2:1 в пользу американцев против Тилдена вышел на корт свежий Рене Лакост, не участвовавший в парной игре накануне, и добился победы над 34-летним соперником в четырёх сетах. Решающую встречу между Джонстоном и Анри Коше тоже выиграл француз, и Кубок Дэвиса покинул США впервые за восемь лет.
К этому моменту в игре Тилдена наступил спад (часто связываемый с тем, что с середины 1920-х годов Большой Билл слишком много внимания уделял театральной карьере в ущерб теннису). Он не выиграл ни одного турнира Большой четвёрки (название «Большой шлем» ещё не родилось) с 1926 по 1928 год. Проиграв Лакосту в Кубке Дэвиса, он через неделю проиграл тому же сопернику в четвертьфинале чемпионата США и впервые после 1917 года не попал в финал национального первенства. В финале чемпионата Франции он снова уступил Лакосту, хотя вёл по ходу игры 2:1 и затем подавал матчбол в пятом сете при счёте 9:8. Фрэнк Дефорд предполагает, что эта подача прошла навылет, однако Коше, выполнявший обязанности судьи на линии, посчитал, что мяч ушёл в аут. После этого Лакосту удалось довести матч до победы.
На Уимблдоне Тилден проиграл Коше в полуфинале, ведя по ходу 2:0 по сетам и 5:1 в третьем сете. Согласно легенде, когда матч был уже почти выигран, в королевской ложе за спиной у Тилдена появился король Испании Альфонсо, и Большой Билл решил растянуть матч подольше, чтобы тот мог насладиться игрой. Дефорд считает такое объяснение надуманным, учитывая, что Тилден был далёк от пика формы и не мог себе позволить поддаваться сильному сопернику. Однако он отмечает, что Коше выиграл 17 розыгрышей подряд с момента, когда счёт в третьем сете был 5:1 по геймам и 15-15 в гейме на подаче француза. В финале чемпионата США Большой Билл в очередной раз не смог одолеть Лакоста. Хотя француз победил в трёх сетах, Тилден в этом матче, по собственным словам, играл лучше, чем когда бы то ни было, и вёл в каждом сете, в двух из трёх случаев не реализовав сетболы.
Очередное поражение от французов Тилден потерпел в раунде вызова Кубка Дэвиса (см. выше). Через год в раунде вызова Кубка Дэвиса в Париже он сумел победить только в одной из трёх своих игр (в пяти сетах против Лакоста), уступив и в игре пар, и в одиночном разряде Коше, а его участие в чемпионате США 1928 года не состоялось из-за дисквалификации, применённой к нему американским теннисным руководством за нарушения кодекса любительского тенниса.
Дисквалификация была снята в феврале 1929 года. Поездка в Европу оказалась неудачной — Тилден проиграл в Париже Лакосту и в Лондоне Коше, но на чемпионате США, куда французы на этот раз не приехали, завоевал свой седьмой титул, обыграв в финале в пяти сетах своего постоянного партнёра Фрэнка Хантера. Как в финале с Хантером, так и в полуфинале с Джоном Дугом чемпион по ходу матча отыгрывался при счёте 2:1 по сетам.
Под Новый год Тилден вновь отправился в Европу, где к июлю успел выиграть по 13 турниров в одиночном и мужском парном разрядах и 9 — в смешанном (его партнёрами как правило были Уилбур Коэн и немка Цилли Ауссем). Среди выигранных турниров были чемпионаты Германии, Австрии, Италии и Нидерландов. Интерес представлял также сыгранный в Больё во Французской Ривьере товарищеский матч против ведущего игрока-профессионала, чеха Карела Кожелуга, который американец выиграл со счётом 6:4, 6:4. В чемпионате Франции Тилден уступил в финале Коше, но на Уимблдоне тот неожиданно проиграл уже в четвертьфинале, а Лакост не участвовал из-за болезни. В результате Большой Билл, переиграв в полуфинале посеянного третьим Жана Боротра, а в финале обидчика Коше Уилмера Эллисона, в 37 лет стал трёхкратным победителем этого турнира. Он также установил рекорд как самый возрастной чемпион Уимблдона в одиночном разряде.
В раунде вызова Кубка Дэвиса 1930 года стареющий чемпион сумел принести команде очко в игре против Боротра, но в последний день проиграл Коше, не сумев вернуть трофей в США. Физическая форма и особенно психологическое состояние Тилдена продолжали ухудшаться, он всё чаще вступал в перепалки с судьями и публикой. Наконец, после поражения в полуфинале чемпионата США от 22-летнего Джона Дуга, он согласился на предложение присоединиться к профессиональному туру, объявив о переходе в профессионалы накануне Нового года. За время выступлений в чемпионатах США с 1916 по 1930 год (с перерывом в 1928 году из-за дисквалификации) он сыграл 80 матчей, победив в 73 (счёт по сетам 203:59, по геймам 1591:975).

### Профессиональная карьера
Будучи выходцем из зажиточной семьи и не испытывая необходимости зарабатывать теннисной игрой на жизнь, Тилден поначалу пренебрежительно относился к теннисным профессионалам, на ранних этапах его карьеры в основном представленным тренерами и учителями тенниса. В опубликованном в 1924 году рассказе «Любитель» он не скрывал презрения к своему герою, вынужденному давать уроки в теннисном клубе, хотя тот делал это, чтобы оплатить медицинскую помощь больной матери. Когда уже в 1926 году ему был предложен контракт на участие в профессиональном теннисном турне, он предпочёл продолжить выступления в ранге любителя и даже в 1929 году ещё заявлял, что «никогда» не будет иметь ничего общего с профессиональным теннисом. Много лет спустя он признал, что, сделав этот выбор, потерял пять лет карьеры.
Переход Тилдена в профессионалы ускорило подписание контракта с компанией «Метро Голдвин Майер» на выпуск трёх учебных фильмов о теннисе. Контракт предусматривал оплату услуг Тилдена, что нарушало строгие запреты любительской теннисной ассоциации на получение денег за игру в теннис. Учитывая, что за попытку заработать деньги написанием статей об Уимблдонском турнире Ассоциация лаун-тенниса США уже дисквалифицировала его в 1928 году, отменив решение только под давлением публики, ему пришлось известить руководство ассоциации о своём уходе из любительских соревнований. В отличие от скандала вокруг ухода в профессионалы Винсента Ричардса за несколько лет до этого, с Тилденом USLTA рассталась полюбовно, и обе стороны не жалели комплиментов в адрес друг друга.
31 декабря 1930 года Тилден подписал контракт на серию матчей с ведущим европейским профессионалом — Карелом Кожелугом. Кроме них к туру присоединился давний партнёр и соперник Тилдена Фрэнк Хантер. Дебютный вечер тура, на арене «Мэдисон-сквер-гарден» в Нью-Йорке, собрал 13,5 тысяч зрителей и принёс 36 тысяч долларов сборов. Тилден выиграл первую серию матчей против Кожелуга «всухую», 9-0, и только в марте потерпел от него первое поражение в ранге профессионала; в общей сложности к маю Тилден вёл 27-6, а окончилось их совместное американское турне со счётом 63-13 в его пользу. В мае Тилден, также всухую, выиграл короткую серию матчей против Винсента Ричардса, носившего титул чемпиона США среди профессионалов 1930 года. В июле он отобрал у Ричардса этот титул, победив в финале в трёх сетах; он дошёл также до финала в парном разряде, где его партнёром был Хантер. На этом турнире Большой Билл выступал не только в качестве участника, но и как корреспондент New York Times. Осенью в европейском туре он проиграл всего один матч, Кожелугу, победив всех остальных соперников, включая восходящую звезду профессионального тенниса, немца Ганса Нюсляйна. В Европе, как и в Америке, Большой Билл собирал полные залы: два игровых вечера в Париже посетили 15 тысяч зрителей, а рекорд посещаемости был установлен в Брюсселе. Всего за год тур принёс доход в размере почти 240 тысяч долларов.
Помимо собственно выступлений и сотрудничества с кинокомпанией, Тилден также зарабатывал рекламой спортивного инвентаря, в том числе теннисных туфель и струн; фирма Spalding получила от Большого Билла согласие использовать его имя в названии ракеток модели Top-Elite, с которыми он выступал в последние годы, и модель стала называться Tilden Top-Elite. Портрет Тилдена украшал пачки с сигаретами Camel. Одновременно он делал и первые шаги как тренер: его первой ученицей стала Цилли Ауссем, с которой он незадолго до перехода в профессионалы выиграл чемпионат Франции в миксте. Уже в 1931 году Ауссем за один сезон победила и на чемпионате Франции, и на Уимблдонском турнире в одиночном разряде. С 1934 года Большой Билл также давал частные уроки неназванному любителю-миллионеру (по тысяче долларов за урок), а на следующий год тренировал в Каирской теннисной ассоциации.
В 1932 году Тилден не сумел защитить титул чемпиона США среди профессионалов, проиграв Кожелугу в полуфинале. На чемпионате мира среди профессионалов в Берлине он занял второе место в круговом турнире, пропустив вперёд француза Мартена Пла. Легко победив в туре 1931 года Кожелуга и Ричардса, Большой Билл пригласил для участия в туре 1932 года Нюсляйна, но этот вариант оказался для публики менее привлекательным. Понеся убытки на организации тура, Тилден объявил, что в январе в Нью-Йорке проведёт свой прощальный матч. Это, однако, снова повысило интерес к его выступлениям, и уход не состоялся.
В 1933 году Большой Билл убедил перейти в профессионалы своего давнего соперника по любительским турнирам — Анри Коше — и обыграл его в трёх сетах на парижских кортах, а затем в Берлине в выставочном матче легко одолел ведущего любителя Германии Готфрида фон Крамма, вскоре после этого выигравшего чемпионат Франции. В этом же году Тилден предложил Ассоциации лаун-тенниса Соединённых Штатов свои услуги в качестве тренера сборной в преддверии межзональных финалов Кубка Дэвиса. Однако USLTA отклонила его предложение, и сборная проиграла в Париже британцам, которые затем победили в раунде вызова французов, оставшихся к тому моменту не только без Коше, но и без Лакоста. Тилден же, обиженный отношением американских функционеров, через два года стал неофициальным тренером сборной Германии.
В 1934 году Тилден пропустил чемпионат США, но выиграл несколько менее престижных турниров в США, два престижных турнира во Франции, включая чемпионат Франции среди профессионалов на стадионе «Ролан Гаррос», где он взял в финале верх над Пла, и турнир в Англии. В целом лучше него в этот год выступали только более молодые Нюсляйн и Элсуорт Вайнз. В совместном с Вайнзом турне Тилден проиграл 47 матчей из 73, но в отдельные дни всё ещё продолжал показывать отличную игру, ставя в тупик более молодого соперника. Среди таких дней был дебютный матч их американского тура в Нью-Йорке, когда на глазах 16 тысяч зрителей старый чемпион, которому оставался месяц до 41-го дня рождения, победил 22-летнего Вайнза в трёх сетах. В общей сложности тур 1934 года собрал 350 тысяч зрителей.
В 1935 году Тилден учредил Кубок Боннарделя — профессиональный аналог Кубка Дэвиса. В июне в финале, проходившем в Нью-Йорке, американцы (сам Тилден и Брюс Барнс) проиграли французам (Коше и Пла) 1:4. В июле Большой Билл уступил Вайнзу в финале Международного чемпионата Великобритании среди профессионалов в Саутпорте и вместе с ним выиграл этот турнир в парном разряде. В сентябре он выиграл второй в карьере чемпионат США среди профессионалов, победив в финале Кожелуга. В профессиональном туре в этот год интерес зрителей вызывали не только одиночные, но и парные встречи — к Тилдену и Вайнзу присоединились Джордж Лотт и Лестер Стёфен, считавшиеся лучшей парой в мире. В 1937 году партнёром Большого Билла по туру стал перешедший из любительского тенниса британец Фред Перри.
За первые шесть лет в ранге профессионала Тилден заработал примерно полмиллиона долларов, включая гонорары за статьи и рекламу разнообразной продукции — огромную сумму по меркам Великой депрессии. Однако все эти деньги быстро уходили на привычный Большому Биллу роскошный образ жизни, включая номер в отеле «Алгонкин», который он снимал круглогодично, хотя проживал там только короткое время в перерыве между разъездами. Большие суммы уходили также на содержание «личных подавальщиков мячей» — молодых красивых юношей, постоянно сопровождавших Тилдена, и в итоге чемпион постоянно был в долгах, часть из которых за него оплачивал Винсент Ричардс. Ричардс как минимум однажды также выплатил его многолетнюю задолженность по федеральным налогам.
В ходе профессиональных туров Тилден перестал скрывать свой интерес к мальчикам так старательно, как делал это в любительские годы. Его постоянно сопровождал очередной подавальщик мячей — обычно из Европы и чаще всего из Германии. Эти мальчики жили в одном номере с теннисистом, переезжая из города в город в одном купе поезда или в его собственном автомобиле. Тилден их всячески баловал и практически ни в чём им не отказывал. Дефорд, ссылаясь на свидетельства некоторых из бывших протеже Большого Билла, пишет, что отношения между ним и его мальчиками могли оставаться платоническими, и в таких случаях он наслаждался просто их обществом.
Тилден продолжал выступать в профессиональном туре до начала войны, хотя уже не добивался крупных успехов. Он всё чаще проигрывал молодым профессионалам, но, несмотря на это, сохранял статус одной из главных достопримечательностей тура; по этому поводу обозреватель New York Herald Tribune Эл Лейни заметил: «Они могут только обыгрывать его. Они никогда не станут равными ему». После того, как Вторая мировая война лишила американских профессионалов возможности выступать в Европе, Тилден перебрался в Калифорнию, где можно было круглый год играть на открытых кортах и заодно чаще встречаться с его голливудскими друзьями. Свой последний долгосрочный тур он провёл в 1941 году вместе с Доном Баджем, Элис Марбл и Мэри Хардвик; в программе тура были матчи в одиночном разряде и миксте. Бадж вспоминал об этом туре: 

В последнем нашем туре, в сорок первом, ему было почти 50, и я обыграл его где-то 55-6, но вот что я вам скажу: ему это нравилось, и он чертовски старался каждую игру. Однажды я спросил его: «Билл, что ты будешь делать, когда больше не сможешь играть в теннис?» Он посмотрел на меня и сказал: «Хм… Покончу с собой».Оригинальный текст (англ.)The last time we toured, ’forty-one, he was almost fifty, and I beat him something like 55-6, but let me tell you: he loved it and he tried like hell every game. One time I asked him: ‘Bill, what will you do when you can’t play tennis anymore?’ He just looked at me and said: ‘Hmmmph. Kill myself.’
В годы Второй мировой войны Тилден с группой теннисистов играл показательные матчи для солдат на военных базах и раненых в госпиталях (оплачивая из собственного кармана переезды этой команды, в которую входили профессиональный тренер Уолтер Уэстбрук и ученицы Большого Билла Гасси Моран и Глория Батлер). После окончания войны он активно участвовал в создании Ассоциации профессиональных теннисистов (англ. Professional Tennis Players Association, PTPA), предшественницы АТР. Хотя ему уже было 53 года, в профессиональных турнирах он всё ещё добивался успехов, доходя до четверть- и полуфиналов, а в 1945 году даже выиграл с Винсентом Ричардсом чемпионат США среди профессионалов в парном разряде. Среди профессионалов в это время ходила шутка, что Тилден по-прежнему лучший игрок в мире, но только на один сет.
Даже в 60 лет Тилден стремился участвовать в теннисных турнирах. В начале 1953 года его друг Фрэнк Фелтроп сумел найти спонсора, готового предоставить призовой фонд в размере 10 тысяч долларов для чемпионата США среди профессионалов на твёрдых кортах. Он привлёк Тилдена к организации турнира и пообещал, что тот и сам выйдет на корт. Большой Билл в свою очередь договорился об участии в соревновании Винсента Ричардса и других известных игроков, а также распространял билеты среди своих голливудских знакомых. Однако когда стало известно, что среди организаторов турнира бывший преступник, развернулась общественная кампания за его отмену, и администрация отеля «Беверли-Уилшир», на чьих кортах должно было проходить соревнование, отказалась от этой идеи. В начале июня того же года, заняв у одного из оставшихся учеников 200 долларов в счёт будущих уроков, Тилден записался для участия в профессиональном чемпионате США в Кливленде. Этим планам, однако, тоже не суждено было сбыться: бывший чемпион скончался у себя дома накануне отъезда.

### Стиль игры
К моменту восхождения Большого Билла на вершину теннисной иерархии у тенниса всё ещё сохранялась репутация женственного спорта, и его высокая, атлетичная фигура и мощный, «фехтовальный» стиль игры во многом способствовали избавлению от этого имиджа. Для него самого в юности кумиром был калифорниец Морис Маклафлин, в конце первого десятилетия XX века привнёсший в американский аристократичный теннис бесшабашность и презрение к условностям, характерные для мальчишеских игр. Впоследствии Тилден попытался объединить в своём стиле игровое разнообразие Маклафлина с элегантностью и изяществом движений.
На раннем этапе карьеры главным оружием Тилдена были мощная подача и укороченные удары. В начале 1920-х годов он до совершенства отработал бэкхенд, что сделало его на протяжении ряда лет практически непобедимым. Обладая высоким ростом и длинными руками, Большой Билл использовал на пике карьеры тяжёлую ракетку массой больше 400 г с ручкой 5 дюймов в окружности (после 1937 года и толщина ручки, и масса ракетки несколько уменьшились). При этом он очень туго натягивал струны на своих ракетках — обычно сила натяжения составляла от 65 до 70 фунтов (у исповедовавшего схожий стиль игры Артура Эша сила натяжения составляла 60 фунтов, и это считалось в его время необычайно сильным натяжением). Такой ракеткой Тилден наносил пушечные удары: скорость полёта мяча после его подачи превышала 240 километров в час. При этом его подачи были разнообразными (среди них были резаная и «американская кручёная»), и даже знаменитая «пушка» уступала по мощи подаче Дона Баджа. Однако, поскольку Тилден подбрасывал мяч перед нею невысоко, соперники обычно просто не успевали на неё отреагировать.
Даже на грунтовых кортах, где преимущества его подачи терялись, Тилден обладал достаточно обширным арсеналом, чтобы продолжать побеждать. Он успешно выступал на особенно медленном европейском грунте, а Чемпионат США на грунтовых кортах выигрывал семь раз, в том числе шесть раз подряд. Его фирменный укороченный удар, при котором мяч едва переваливал через сетку и почти не отскакивал, касаясь земли, был лучшим в мире на тот момент. Единственным относительно слабым местом в игре Большого Билла оставался удар с игры над головой — несмотря на сходство с подачей, Тилдену не удавалось вложить в такой удар ту же мощь, что при подаче. Реже выходя к сетке во второй половине карьеры, он особенно успешно играл против соперников, которые строили свою игру на таких выходах. За счёт умения направить мяч в нужную точку он заставлял игроков у сетки постоянно тянуться за ним или отбегать назад, чтобы отбить свечу, и изматывал их всё сильнее по ходу матча. В числе таких соперников были Винсент Ричардс и Жан Боротра, тогда как Лакост и Коше брали над Большим Биллом верх, играя с задней линии.
Современники часто упоминали легендарную выносливость Тилдена на корте и способность отыгрываться, даже уступая 2-0 по сетам. Знаменитый австралиец Джеральд Паттерсон говорил, что Тилден — «единственный игрок в мире», а все остальные, включая самого Паттерсона — «второй сорт». Доктор Карл Фишер вспоминал, что Большой Билл, проведя за рулём автомобиля трое суток, мог после этого спокойно выйти на корт и сыграть пару матчей. Передвижение Тилдена по корту Мануэль Алонсо сравнивал с танцем Нижинского. При этом многие из своих матчей Тилден проводил, страдая от болей в левом колене, которое повредил ещё в 1915 году. Он усугубил эту травму в матче Кубка Дэвиса 1926 года против Лакоста, порвав мениск, после чего боли стали ещё более частыми и сильными. Несмотря на это, Большой Билл никогда не жаловался на них на публике, и о них известно со слов его остеопата Карла Фишера.
Важное значение Тилден придавал психологическому аспекту игры. Среди советов, которые он давал своим ученикам, несколько касались работы с конкретным оппонентом. Так, Большой Билл рекомендовал в начале игры позволять оппоненту использовать сильнейшие стороны его арсенала, а затем выбивать его из колеи, заставляя постоянно прибегать к тем ударам, которые у него получаются хуже. Он подчёркивал необходимость постоянно менять и свою собственную игру по ходу матча, не позволяя противнику приноровиться к ней. Тилден советовал также минимизировать усилия, определяя заранее, куда соперник направит свой следующий удар, вместо того, чтобы пытаться контролировать всё пространство корта. При этом его категорически не устраивало определение «предугадывать» — он настаивал на том, что такую игру можно вести, если изучить стиль противника.
Парная игра, требовавшая стратегического мышления и хорошего понимания игровой геометрии, привлекала Большого Билла как теоретика тенниса. На пике карьеры он был одним из лучших партнёров на корте. Джордж Лотт, сам считавшийся, возможно, самым успешным парным игроком в истории американского тенниса, утверждал, что этого уровня он достиг, наблюдая за игрой Тилдена. Лотт писал, что по движению Тилдена нельзя было предугадать, каким ударом оно закончится — так же, как хороший бейсбольный питчер в одном и том же стиле выполняет разные подачи. В то же время, будучи крайне требовательным к партнёрам, Большой Билл позволял себе играть без оглядки на них, выбирая для себя наиболее зрелищные розыгрыши и оставляя им всю тяжёлую рутинную работу.
Фрэнк Дефорд пишет, что обожание трибун и возможность находиться в центре внимания означали для Тилдена больше, чем собственно спортивный результат. В свои лучшие годы, в отличие от более раннего периода ожесточённой борьбы за признание, он относился к теннису именно как к игре, позволяя себе проигрывать очки ради красоты ударов и фактически давая более слабым соперникам фору в начале сетов, чтобы дальнейшая победа была более эффектной. Характерным в этом отношении был финал претендентов на Уимблдонском турнире 1920 года: в каждом сете матча японец Дзэндзо Симидзу вёл в счёте со значительным отрывом — 4:1, 4:2 и 5:2, но Тилден выиграл каждый из них, победив с общим счётом 6:4, 6:4, 13:11 (накануне Уимблдона в менее престижном турнире он разгромил Симидзу со счётом 6:1, 6:1). Позже, если поведение трибун или соперника по какой-то причине раздражало Тилдена, он мог удариться в другую крайность: взяв в руку одновременно пять мячей, он один за другим подбрасывал их в воздух, нанося сокрушительные удары, выигрывал гейм на своей подаче четырьмя подачами навылет и небрежно отбрасывал пятый, не понадобившийся, мяч в сторону.
На корте Тилден часто позволял себе капризничать, спорить с боковыми судьями и судьёй на вышке (хотя иногда это, по-видимому, делалось для того, чтобы позабавить публику). При этом, отказываясь признавать правоту судей, когда решения принимались не в его пользу, он так же щепетильно относился к предполагаемым ошибкам, игравшим ему на руку, и если судья продолжал упорствовать, Тилден мог демонстративно отдать сопернику следующую подачу, гейм или даже сет. В эпоху, когда спортсмены-любители официально не могли получать плату за выступления, он не стеснялся требовать у Ассоциации лаун-тенниса США оплаты своих заокеанских поездок и проживания в гостиницах во время турниров по самому высокому тарифу и даже привлёк президента США Уоррена Гардинга для оказания давления на теннисных функционеров.
В собственных глазах Тилден был не просто спортсменом, но художником в спорте. По его словам, впервые этот образ возник в разговоре с оперной певицей Мэри Гарден, но Дефорд уверен, что рано или поздно Тилден пришёл бы к нему и сам. Концепцию спортсмена как художника он развивал в своём романе «Сетка славы».

## Участие в финалах центральных турниров за карьеру

### Турниры Большого шлема (34)
| Результат | Год  | Турнир                  | Покрытие | Соперник в финале  | Счёт в финале            |
| --------- | ---- | ----------------------- | -------- | ------------------ | ------------------------ |
| Поражение | 1918 | Чемпионат США           | Трава    | Линдли Маррей      | 3-6, 1-6, 5-7            |
| Поражение | 1919 | Чемпионат США           | Трава    | Билл Джонстон      | 4-6, 4-6, 3-6            |
| Победа    | 1920 | Уимблдонский турнир     | Трава    | Джеральд Паттерсон | 2-6, 6-2, 6-3, 6-4       |
| Победа    | 1920 | Чемпионат США           | Трава    | Билл Джонстон      | 6-1, 1-6, 7-5, 5-7, 6-3  |
| Победа    | 1921 | Уимблдонский турнир (2) | Трава    | Брайан Нортон      | 4-6, 2-6, 6-1, 6-0, 7-5  |
| Победа    | 1921 | Чемпионат США (2)       | Трава    | Уоллес Джонсон     | 6-1, 6-3, 6-1            |
| Победа    | 1922 | Чемпионат США (3)       | Трава    | Билл Джонстон      | 4-6, 3-6, 6-2, 6-3, 6-4  |
| Победа    | 1923 | Чемпионат США (4)       | Трава    | Билл Джонстон      | 6-4, 6-1, 6-4            |
| Победа    | 1924 | Чемпионат США (5)       | Трава    | Билл Джонстон      | 6-1, 9-7, 6-2            |
| Победа    | 1925 | Чемпионат США (6)       | Трава    | Билл Джонстон      | 4-6, 11-9, 6-3, 4-6, 6-3 |
| Поражение | 1927 | Чемпионат Франции       | Грунт    | Рене Лакост        | 4-6, 6-4, 7-5, 3-6, 9-11 |
| Поражение | 1927 | Чемпионат США           | Трава    | Рене Лакост        | 9-11, 3-6, 9-11          |
| Победа    | 1929 | Чемпионат США (7)       | Трава    | Фрэнсис Хантер     | 3-6, 6-3, 4-6, 6-2, 6-4  |
| Поражение | 1930 | Чемпионат Франции       | Грунт    | Анри Коше          | 6-3, 6-8, 3-6, 1-6       |
| Победа    | 1930 | Уимблдонский турнир (3) | Трава    | Уилмер Эллисон     | 6-3, 9-7, 6-4            |

| Результат | Год  | Турнир              | Покрытие | Партнёр         | Соперники в финале                    | Счёт в финале           |
| --------- | ---- | ------------------- | -------- | --------------- | ------------------------------------- | ----------------------- |
| Победа    | 1918 | Чемпионат США       | Трава    | Винсент Ричардс | Фред Александер Билз Райт             | 6-3, 6-4, 3-6, 2-6, 6-2 |
| Поражение | 1919 | Чемпионат США       | Трава    | Винсент Ричардс | Норман Брукс Джеральд Паттерсон       | 6-8, 3-6, 6-4, 6-4, 2-6 |
| Победа    | 1921 | Чемпионат США (2)   | Трава    | Винсент Ричардс | Ричард Норрис Уильямс Уотсон Уошберн  | 13-11, 12-10, 6-1       |
| Победа    | 1922 | Чемпионат США (3)   | Трава    | Винсент Ричардс | Пат О’Хара-Вуд Джеральд Паттерсон     | 4-6, 6-1, 6-3, 6-4      |
| Победа    | 1923 | Чемпионат США (4)   | Трава    | Брайан Нортон   | Ричард Норрис Уильямс Уотсон Уошберн  | 3-6, 6-2, 6-3, 5-7, 6-2 |
| Поражение | 1926 | Чемпионат США       | Трава    | Альфред Чейпин  | Винсент Ричардс Ричард Норрис Уильямс | 4-6, 8-6, 9-11, 3-6     |
| Победа    | 1927 | Уимблдонский турнир | Трава    | Фрэнсис Хантер  | Жак Брюньон Анри Коше                 | 1-6, 4-6, 8-6, 6-3, 6-4 |
| Победа    | 1927 | Чемпионат США (5)   | Трава    | Фрэнсис Хантер  | Билл Джонстон Ричард Норрис Уильямс   | 10-8, 6-3, 6-3          |

| Результат | Год  | Турнир            | Покрытие | Партнёрша              | Соперники в финале                   | Счёт в финале   |
| --------- | ---- | ----------------- | -------- | ---------------------- | ------------------------------------ | --------------- |
| Победа    | 1913 | Чемпионат США     | Трава    | Мэри Браун             | Дороти Грин К. С. Роджерс            | 7-5, 7-5        |
| Победа    | 1914 | Чемпионат США (2) | Трава    | Мэри Браун             | Маргарет Майерс Дж. Р. Роуленд       | 6-1, 6-4        |
| Поражение | 1916 | Чемпионат США     | Трава    | Флоренс Баллин         | Элеонора Сирс Уиллис Дэвис           | 4-6, 5-7        |
| Поражение | 1917 | Чемпионат США     | Трава    | Флоренс Баллин         | Молла Бьюштедт Ирвинг Райт           | 12-10, 1-6, 3-6 |
| Поражение | 1919 | Чемпионат США     | Трава    | Флоренс Баллин         | Мэрион Зиндерстайн Винсент Ричардс   | 6-2, 9-11, 2-6  |
| Поражение | 1921 | Чемпионат США     | Трава    | Молла Бьюштедт-Маллори | Мэри Браун Билл Джонстон             | 6-3, 4-6, 3-6   |
| Победа    | 1922 | Чемпионат США (3) | Трава    | Мэри Браун             | Хелен Уиллз Говард Кинси             | 6-4, 6-3        |
| Победа    | 1923 | Чемпионат США (4) | Трава    | Молла Бьюштедт-Маллори | Китти Маккейн Джон Хокс              | 6-3, 2-6, 10-8  |
| Поражение | 1924 | Чемпионат США     | Трава    | Молла Бьюштедт-Маллори | Хелен Уиллз Винсент Ричардс          | 8-6, 5-7, 0-6   |
| Поражение | 1927 | Чемпионат Франции | Грунт    | Лили де Альварес       | Маргарит Брокди-Борде Жан Боротра    | 4-6, 6-2, 2-6   |
| Победа    | 1930 | Чемпионат Франции | Грунт    | Цилли Ауссем           | Эйлин Беннетт-Уиттингстолл Анри Коше | 6-4, 6-4        |

### Турниры «профессионального Большого шлема» (16)
| Результат | Год  | Турнир                | Соперник в финале | Счёт в финале           |
| --------- | ---- | --------------------- | ----------------- | ----------------------- |
| Победа    | 1931 | Чемпионат США         | Винсент Ричардс   | 7-5, 6-2, 6-1           |
| Победа    | 1933 | Чемпионат Франции     | Анри Коше         | 6-2, 6-4, 6-2           |
| Победа    | 1934 | Чемпионат Франции (2) | Мартен Пла        | 6-2, 6-4, 6-2           |
| Поражение | 1935 | Чемпионат Уэмбли      | Элсуорт Вайнз     | 1-6, 3-6, 7-5, 6-3, 3-6 |
| Победа    | 1935 | Чемпионат США (2)     | Карел Кожелуг     | 0-6, 6-1, 6-4, 0-6, 6-4 |
| Поражение | 1937 | Чемпионат Уэмбли      | Ганс Нюсляйн      | 3-6, 6-3, 3-6, 6-2, 2-6 |
| Поражение | 1938 | Чемпионат Франции     | Ганс Нюсляйн      | 0-6, 1-6, 2-6           |

| Результат | Год  | Турнир                | Партнёр         | Соперники в финале           |
| --------- | ---- | --------------------- | --------------- | ---------------------------- |
| Поражение | 1931 | Чемпионат США         | Фрэнк Хантер    | Винсент Ричардс Говард Кинси |
| Победа    | 1932 | Чемпионат США         | Брюс Барнс      | Альберт Берк Карел Кожелуг   |
| Победа    | 1935 | Чемпионат Франции     | Элсуорт Вайнз   | Альберт Берк Ганс Нюсляйн    |
| Победа    | 1935 | Чемпионат Уэмбли      | Элсуорт Вайнз   | Джордж Лотт Лестер Стёфен    |
| Победа    | 1937 | Чемпионат Франции (2) | Лестер Стёфен   | Анри Коше Робер Рамийон      |
| Поражение | 1937 | Чемпионат Уэмбли      | Лестер Стёфен   | Ганс Нюсляйн Мартен Пла      |
| Поражение | 1938 | Чемпионат Франции     | Ганс Нюсляйн    | Мартен Пла Робер Рамийон     |
| Поражение | 1940 | Чемпионат США         | Винсент Ричардс | Дон Бадж Фред Перри          |
| Победа    | 1945 | Чемпионат США (2)     | Винсент Ричардс | Уэлби ван Хорн Дик Скин      |

### Кубок Дэвиса (11)
| Результат | Год  | Место проведения       | Покрытие | Команда                                               | Соперники в финале                                       | Счёт |
| --------- | ---- | ---------------------- | -------- | ----------------------------------------------------- | -------------------------------------------------------- | ---- |
| Победа    | 1920 | Окленд, Новая Зеландия | Трава    | США Б. Джонстон, Б. Тилден                            | Австралазия · Н. Брукс, Дж. Паттерсон                    | 5:0  |
| Победа    | 1921 | Нью-Йорк, США          | Трава    | США Б. Джонстон, Б. Тилден, Р. Н. Уильямс, У. Уошберн | Япония И. Кумагаэ, Дз. Симидзу                           | 5:0  |
| Победа    | 1922 | Нью-Йорк               | Трава    | США Б. Джонстон, В. Ричардс, Б. Тилден                | Австралазия · Дж. Андерсон, П. О’Хара-Вуд, Дж. Паттерсон | 4:1  |
| Победа    | 1923 | Нью-Йорк               | Трава    | США Б. Джонстон, Б. Тилден, Р. Н. Уильямс             | Австралия Дж. Андерсон, Дж. Хокс                         | 4:1  |
| Победа    | 1924 | Филадельфия, США       | Трава    | США Б. Джонстон, В. Ричардс, Б. Тилден                | Австралия П. О’Хара-Вуд, Дж. Паттерсон                   | 5:0  |
| Победа    | 1925 | Филадельфия            | Трава    | США Б. Джонстон, В. Ричардс, Б. Тилден, Р. Н. Уильямс | Франция Ж. Боротра, Р. Лаост                             | 5:0  |
| Победа    | 1926 | Филадельфия            | Трава    | США Б. Джонстон, В. Ричардс, Б. Тилден, Р. Н. Уильямс | Франция Ж. Боротра, Ж. Брюньон, А. Коше, Р. Лакост       | 4:1  |
| Поражение | 1927 | Филадельфия            | Трава    | США Б. Джонстон, Б. Тилден, Ф. Хантер                 | Франция Ж. Боротра, Ж. Брюньон, А. Коше, Р. Лакост       | 2:3  |
| Поражение | 1928 | Париж, Франция         | Грунт    | США Б. Тилден, Ф. Хантер, Дж. Хеннесси                | Франция Ж. Боротра, А. Коше, Р. Лакост                   | 1:4  |
| Поражение | 1929 | Париж                  | Грунт    | США Дж. ван Рин, Дж. Лотт, Б. Тилден, У. Эллисон      | Франция Ж. Боротра, А. Коше                              | 2:3  |
| Поражение | 1930 | Париж                  | Грунт    | США Дж. ван Рин, Дж. Лотт, Б. Тилден, У. Эллисон      | Франция Ж. Боротра, Ж. Брюньон, А. Коше                  | 1:4  |

## Рекорды и достижения
За любительскую игровую карьеру Тилден стал обладателем ряда достижений, некоторые из которых не побиты и 90 лет спустя. Многие из них связаны с чемпионатом США:
- Наибольшее суммарное количество титулов — 16 (единственный мужчина, помимо него, завоевавший более 10 титулов на этом турнире — Ричард Сирс, — побеждал в разных разрядах 13 раз)[72][73].
- Наибольшее количество титулов (7) и финалов (10) в мужском парном разряде. Первый рекорд делят с Тилденом Сирс и Билл Ларнед, выступавшие соответственно за 40 и 20 лет до него[72][74][75][76].
- Наибольшее количество выступлений в финале подряд — 8 (1918—1925). Это достижение с Тилденом делит Иван Лендл (1982—1989)[74][77].
- Самая длинная серия выигранных матчей — 42 (с 1920 по 1926)[78][79]
- До 2009 года — лучшее соотношение побед и поражений среди игроков, проведших не менее 50 матчей (71, 7, процент побед 91,0 %). Этот рекорд был побит Роджером Федерером, выигравшим с 2000 года 51 матч при 5 поражениях (процент побед 91,1 %)[80].

Ещё ряд достижений связан с тем фактом, что в первой половине 1920-х годов Тилден доминировал в любительском теннисе практически без конкурентов:
- Самая длинная серия побед в разных турнирах — 95 (1924—1925)[78].
- 0 поражений в сезоне (1924)[78].
- 78 побед в сезоне (1925, 78-1)[78].
- 11 финалов Кубка Дэвиса (1920—1930). Ближайшие соперники — Жан Боротра и Рой Эмерсон — играли в финале по 9 раз. С семью победами в Кубке Дэвиса Тилден и его товарищи по команде Билл Джонстон и Ричард Норрис Уильямс уступают только Эмерсону, завоёвывавшему трофей восемь раз[81].
- 10 титулов в одиночном разряде в турнирах Большого шлема — рекорд продержался до 1967 года, когда его побил Рой Эмерсон, завоевав свои 11-й и 12-й титулы[82].
- На протяжении 70 лет единолично владел рекордом по количеству сезонов, законченных в ранге первой ракетки мира (6, с 1920 по 1925 год). В 1998 году этот рекорд повторил Пит Сампрас[78]. Тилден остаётся рекордсменом по количеству сезонов, завершённых в ранге первой ракетки США (10, с 1920 по 1929 год)[83]. В сумме за шесть лет на первой строчке мирового рейтинга Тилден выиграл 322 матча и проиграл 8 в общей сложности четырём соперникам, с каждым из которых у него за эти годы был положительный баланс встреч (10-3 с Ричардсом, 7-2 с Биллом Джонстоном, 10-2 с Алонсо и 3-1 с Ларри Райсом)[42].

Согласно Эллисону Данцигу, в ранге любителя с 1912 по 1930 год Тилден выиграл 138 турниров из 192, в которых принял участие, ещё в 28 случаях проиграв в финале. За это время он одержал победу в 907 матчах и проиграл 62 (процент побед 93,6 %).

## Признание заслуг и увековечение памяти
Билл Тилден сыграл важную роль в превращении тенниса из аристократического досуга в соревновательный спорт — как своими победами, привлекавшими многочисленных зрителей, так и в качестве теоретика, разрабатывавшего стратегию и тактику игры. По итогам опроса Associated Press Тилден был признан лучшим теннисистом первой половины двадцатого века. В 1959 году его имя было включено в списки Международного зала теннисной славы. 60 лет спустя приёмный сын Артура Андерсона Грегг Гюнтер передал музею при Международном зале теннисной славы многочисленные трофеи Тилдена, которые тот в своё время завещал семье Андерсон. В 1969 году по итогам международного опроса специалистов Тилден был назван лучшим теннисистом-мужчиной в истории, опередив обоих обладателей Большого шлема — Дона Баджа и Рода Лейвера.
Тилден выведен, без упоминания настоящего имени, в качестве эпизодического персонажа, «знаменитого бывшего чемпиона, долговязого, морщинистого старика с целым гаремом мячиковых мальчиков», в романе Владимира Набокова «Лолита», где заглавная героиня берёт у него уроки тенниса. В книге его имя Нед Лайтем (англ. Ned Litam), что является анаграммой литературного псевдонима Ma Tilden, использовавшегося Биллом Тилденом в реальности.
В 1941 году о Тилдене был снят десятиминутный документальный фильм «Большой Билл Тилден» (англ. Big Bill Tilden). В 1970-е годы спортивный журналист и писатель Фрэнк Дефорд выпустил посвящённую Тилдену биографическую книгу «Большой Билл: триумфы и трагедия». В 2008 году было сообщено, что продюсер Говард Болдуин выкупил права на сценарий, написанный Дефордом по собственной книге, и намерен снимать художественный фильм о Тилдене. В качестве режиссёра был приглашён Пен Деншэм, но фильм так и не был снят. Сам Дефорд в предисловии к переизданию своей книги пишет, что идея снять художественный фильм о Тилдене возникает регулярно, но главная сложность для любого, кто вознамерится снять такую ленту, будет заключаться в том, что её главным героем придётся сделать педофила (гомосексуальность Тилдена к началу XXI века проблем уже не вызывает). В то же время оживление общественного интереса к истории Большого Билла произошло в 2009 году, когда у Роджера Федерера появился шанс стать первым теннисистом с его времени, выигравшим Открытый чемпионат США шесть раз подряд.
Из-за репутационных проблем, сопровождающих имя Тилдена, в его честь не назван ни один спортивный трофей или спортивный комплекс, не существует его памятников, за исключением надгробного камня на его могиле. Общественная инициатива по установке памятного знака в его честь в Джермантаунском крикетном клубе несколько раз отвергалась из опасения, что такой знак будет воспринят как оскорбление жертв сексуального насилия.

### Комментарии
1. ↑  Фрэнк Дефорд упоминает, что даже через сорок лет после того, как «Как играть матчи и подкручивать мяч» увидела свет, в 1967 году, молодой Джон Ньюкомб рассказывал репортёрам, что учился играть в теннис по этой книге[12].
2. ↑  В определённый момент руководство USLTA, устав от вмешательства Тилдена в процесс определения ежегодного рейтинга игроков, предложило ему возглавить комитет по рейтингу юниоров. Однако от этого вскоре пришлось отказаться, поскольку чемпион не смог ограничить свои решения объективными результатами и отдавал предпочтение своим любимцам[18].
3. ↑  В то же время в 1927 году именно Тилден выступил с идеей соревнований, где участвовали бы как любители. так и профессионалы, на 40 лет опередив начало Открытой эры в теннисе[15].
4. ↑  В вышедшей на русском языке книге «Большой шлем или четыре теннисных туза», напротив, утверждается, что Тилден играл необычно лёгкой ракеткой[69].
5. ↑  До определённой степени история повторилась и в раунде вызова против Паттерсона, когда Тилден проиграл действующему чемпиону первый сет со счётом 6:2, постоянно давая тому использовать сильнейшее оружие в его арсенале — удар открытой ракеткой. После этого, однако, американец регулярно заставлял Паттерсона играть закрытой ракеткой и без особого усилия довёл матч до победы[34].